# Diocesi di San Bernardo
La diocesi di San Bernardo (in latino: Dioecesis Sancti Bernardi) è una sede della Chiesa cattolica in Cile suffraganea dell'arcidiocesi di Santiago del Cile. Nel 2022 contava 695.224 battezzati su 965.505 abitanti. È retta dal vescovo Juan Ignacio González Errázuriz.

## Territorio
La diocesi comprende i seguenti comuni della Regione Metropolitana di Santiago, in Cile: San Bernardo, Buin, Paine, Pirque, Calera de Tango, e parti dei comuni de La Pintana ed El Bosque.
Sede vescovile è la città di San Bernardo, dove si trova la cattedrale dedicata a san Bernardo.
Il territorio si estende su 1.153 km² ed è suddiviso in 42 parrocchie.

### Parrocchie
- Corpus Domini, Alto Jahuel
- Divino Maestro, El Bosque
- Spirito Santo, El Bosque
- Immacolata Concezione, Maipo
- Gesù Buon Pastore, La Pintana
- Ascensione del Signore, La Pintana
- Nostra Signora di Fátima, San Bernardo
- Nostra Signora di Guadalupe, Champa (Paine)
- Nostra Signora della Misericordia, San Bernardo
- Nostra Signora della Riconciliazione, La Pintana
- Nostra Signora degli Angeli, San Bernardo
- Nostra Signora dei Dolori, Maria Madre della Chiesa, El Bosque e San Bernardo
- Nostra Signora di Lourdes, San Bernardo
- Nostra Signora del Carmine, Hospital (Paine)
- Nostra Signora del Carmine, El Bosque
- Nostra Signora dell'Orto, La Pintana
- Nostra Signora del Mulino, El Bosque
- Nostra Signora del Rosario, San Bernardo
- Nostra Signora Vergine del Rosario, Valdivia de Paine (Buin)
- Sacra Famiglia, Linderos (Buin)
- Sacro Cuore di Gesù, Buin
- Sant'Agostino, Calera de Tango
- Cattedrale di San Bernardo, San Bernardo
- San Camillo de Lellis, San Bernardo
- San Clemente, San Bernardo
- Sant'Edmondo, San Bernardo
- Sant'Ignazio di Loyola, San Bernardo
- San Giuseppe, Pintué (Paine)
- San Giuseppe Patriarca della Speranza, Buin
- San Marco, El Bosque
- San Riccardo, La Pintana
- San Vincenzo de Paoli, El Bosque
- San Vittore, San Bernardo
- Santa Maria Maddalena, San Bernardo
- Santa Maria Vergine, Paine
- Santa Teresa d'Ávila, Huelquén (Paine)
- Santa Teresa delle Ande, El Bosque
- Santissima Trinità, San Bernardo
- Santissimo Redentore, San Bernardo
- Santissimo Sacramento, Pirque
- Santi Angeli Custodi, Buin

## Storia
La diocesi è stata eretta il 13 luglio 1987 con la bolla Omnium Ecclesiarum di papa Giovanni Paolo II, ricavandone il territorio dall'arcidiocesi di Santiago del Cile.
Subito dopo l'erezione emerge con drammaticità il problema dell'insufficiente numero di sacerdoti e di parrocchie, appena 15 con un presbitero ciascuna per una popolazione di mezzo milione di fedeli. A questo problema si è cercato di porre rimedio nel 1989 con l'istituzione di un seminario vescovile, dedicato a san Pietro apostolo e con il ricorso a sacerdoti di diverse congregazioni religiose. Intanto furono in breve tempo istituite nuove parrocchie e altre cappelle.
Il 25 novembre 2000 è stata consacrata la nuova chiesa cattedrale e il 2 dicembre dello stesso anno è stato fondato un monastero cistercense.

## Cronotassi dei vescovi
Si omettono i periodi di sede vacante non superiori ai 2 anni o non storicamente accertati.
- Orozimbo Fuenzalida y Fuenzalida † (13 luglio 1987 - 10 ottobre 2003 ritirato)
- Juan Ignacio González Errázuriz, dal 10 ottobre 2003

## Statistiche
La diocesi nel 2022 su una popolazione di 965.505 persone contava 695.224 battezzati, corrispondenti al 72,0% del totale.
| anno | popolazione | popolazione | popolazione | presbiteri | presbiteri | presbiteri | presbiteri                | diaconi | religiosi | religiosi | parrocchie |
| anno | battezzati  | totale      | %           | numero     | secolari   | regolari   | battezzati per presbitero | diaconi | uomini    | donne     | parrocchie |
| ---- | ----------- | ----------- | ----------- | ---------- | ---------- | ---------- | ------------------------- | ------- | --------- | --------- | ---------- |
| 1990 | 496.000     | 620.000     | 80,0        | 34         | 20         | 14         | 14.588                    | 7       | 29        | 193       | 20         |
| 1999 | 544.000     | 680.000     | 80,0        | 45         | 35         | 10         | 12.088                    | 8       | 18        | 125       | 30         |
| 2000 | 560.000     | 750.000     | 74,7        | 40         | 32         | 8          | 14.000                    | 8       | 16        | 125       | 32         |
| 2001 | 562.500     | 750.000     | 75,0        | 44         | 36         | 8          | 12.784                    | 8       | 15        | 128       | 31         |
| 2002 | 568.000     | 756.000     | 75,1        | 46         | 38         | 8          | 12.347                    | 8       | 18        | 148       | 36         |
| 2003 | 562.500     | 750.000     | 75,0        | 52         | 39         | 13         | 10.817                    | 8       | 30        | 145       | 36         |
| 2004 | 576.000     | 800.000     | 72,0        | 59         | 51         | 8          | 9.762                     | 9       | 55        | 139       | 38         |
| 2010 | 613.000     | 842.000     | 72,8        | 69         | 52         | 17         | 8.884                     | 6       | 67        | 121       | 40         |
| 2014 | 636.000     | 884.000     | 71,9        | 65         | 45         | 20         | 9.784                     | 5       | 60        | 118       | 40         |
| 2017 | 656.250     | 911.400     | 72,0        | 63         | 41         | 22         | 10.416                    | 4       | 39        | 116       | 41         |
| 2020 | 675.500     | 938.200     | 72,0        | 60         | 46         | 14         | 11.258                    | 3       | 31        | 110       | 40         |
| 2022 | 695.224     | 965.505     | 72,0        | 56         | 39         | 17         | 12.414                    | 3       | 20        | 132       | 42         |